# Vitesse individuelle masculine aux Jeux olympiques d'été de 1992
Navigation
Séoul 1988 Atlanta 1996
La vitesse individuelle masculine est l'une des sept compétitions de cyclisme sur piste aux Jeux olympiques de 1992. Elle a lieu du 28 au 31 juillet 1992 sur le Vélodrome d'Horta. Les duels sont disputés sur 3 tours de piste (soit 750 mètres) et les temps sont calculés sur les 200 dernier mètres.
L'Allemand Jens Fiedler remporte le titre de champion olympique.

## Résultats

### Qualifications (28 juillet)
À l'issue des 200 mètres contre-la-montre, tous les coureurs sont qualifiés et répartis dans un premier tour en fonction de leur temps,
| Rang | Coureur                | Pays              | Temps    | Moyenne     | Q | Records |
| ---- | ---------------------- | ----------------- | -------- | ----------- | - | ------- |
| 1    | Jens Fiedler           | Allemagne         | 10 s 252 | 70,230 km/h | q | (RO)    |
| 2    | Gary Neiwand           | Australie         | 10 s 330 | 69,699 km/h | q | (RO)    |
| 3    | Curt Harnett           | Canada            | 10 s 368 | 69,444 km/h | q | (RO)    |
| 4    | Roberto Chiappa        | Italie            | 10 s 516 | 68,467 km/h | q |         |
| 5    | José Manuel Moreno     | Espagne           | 10 s 550 | 68,246 km/h | q |         |
| 6    | Ken Carpenter          | États-Unis        | 10 s 561 | 68,175 km/h | q |         |
| 7    | Frédéric Magné         | France            | 10 s 617 | 67,815 km/h | q |         |
| 8    | Ainārs Ķiksis          | Lettonie          | 10 s 749 | 66,982 km/h | q |         |
| 9    | Erik Schoefs           | Belgique          | 10 s 819 | 66,549 km/h | q |         |
| 10   | Jaroslav Jeřábek       | Tchécoslovaquie   | 10 s 873 | 66,219 km/h | q |         |
| 11   | Keiji Kojima           | Japon             | 10 s 902 | 66,042 km/h | q |         |
| 12   | Rolf Furrer            | Suisse            | 10 s 935 | 65,843 km/h | q |         |
| 13   | José Lovito            | Argentine         | 11 s 024 | 65,312 km/h | q |         |
| 14   | Nikolaï Kovch          | Équipe unifiée    | 11 s 030 | 65,276 km/h | q |         |
| 15   | Jhon González          | Colombie          | 11 s 097 | 64,882 km/h | q |         |
| 16   | Jon Andrews            | Nouvelle-Zélande  | 11 s 102 | 64,853 km/h | q |         |
| 17   | Dirk Jan van Hameren   | Pays-Bas          | 11 s 284 | 63,807 km/h | q |         |
| 18   | Maxwell Cheeseman      | Trinité-et-Tobago | 11 s 448 | 62,893 km/h | q |         |
| 19   | Livingstone Alleyne    | Barbade           | 11 s 559 | 62,289 km/h | q |         |
| 20   | Andrew Myers           | Jamaïque          | 11 s 633 | 61,892 km/h | q |         |
| 21   | Tulus Widodo Kalimanto | Indonésie         | 11 s 697 | 61,554 km/h | q |         |
| 22   | Sean Bloch             | Afrique du Sud    | 12 s 186 | 59,084 km/h | q |         |
| 23   | Pedro Vaca             | Bolivie           | 12 s 243 | 58,809 km/h | q |         |

### Premier tour (28 juillet)
Le premier tour consiste en huit séries de deux ou trois coureurs répartis en fonction du temps des qualifications, Les vainqueurs accèdent au deuxième tour, les perdants vont en repêchage,
| Série | Rang | Coureur                | Pays              | Temps         | Moyenne     | Qualifiés |
| ----- | ---- | ---------------------- | ----------------- | ------------- | ----------- | --------- |
| 1     | 1    | Jens Fiedler           | Allemagne         | 11 s 339      | 63,497 km/h | Q         |
| 1     | 2    | Jon Andrews            | Nouvelle-Zélande  |               |             |           |
| 2     | 1    | Gary Neiwand           | Australie         | 11 s 319      | 63,609 km/h | Q         |
| 2     | 2    | Jhon González          | Colombie          |               |             |           |
| 2     | 3    | Dirk Jan van Hameren   | Pays-Bas          |               |             |           |
| 3     | 1    | Curt Harnett           | Canada            | 11 s 248      | 64,011 km/h | Q         |
| 3     | 2    | Nikolaï Kovch          | Équipe unifiée    |               |             |           |
| 3     | 3    | Maxwell Cheeseman      | Trinité-et-Tobago |               |             |           |
| 4     | 1    | José Lovito            | Argentine         | 11 s 338      | 63,503 km/h | Q         |
| 4     | 2    | Roberto Chiappa        | Italie            |               |             |           |
| 4     | 3    | Livingstone Alleyne    | Barbade           |               |             |           |
| 5     | 1    | José Manuel Moreno     | Espagne           | 11 s 278      | 63,841 km/h | Q         |
| 5     | 2    | Rolf Furrer            | Suisse            |               |             |           |
| 5     | 3    | Andrew Myers           | Jamaïque          |               |             |           |
| 6     | 1    | Ken Carpenter          | États-Unis        | 10 s 981      | 65,567 km/h | Q         |
| 6     | 2    | Keiji Kojima           | Japon             |               |             |           |
| 6     | 3    | Tulus Widodo Kalimanto | Indonésie         |               |             |           |
| 7     | 1    | Frédéric Magné         | France            | 11 s 230      | 64,113 km/h | Q         |
| 7     | 2    | Jaroslav Jeřábek       | Tchécoslovaquie   |               |             |           |
| 7     | 3    | Sean Bloch             | Afrique du Sud    |               |             |           |
| 8     | 1    | Erik Schoefs           | Belgique          | 11 s 505      | 62,581      | Q         |
| 8     | 2    | Ainārs Ķiksis          | Lettonie          |               |             |           |
| 8     | 3    | Pedro Vaca             | Bolivie           | Pas au départ |             |           |

#### Premier tour - Repêchages (28 juillet)
Les quatorze perdants du premier tour se mesurent dans sept séries de deux coureurs, chaque gagnant est repêché pour les finales de repêchages,
| Série | Rang | Coureur                | Pays              | Temps    | Moyenne     | Qualifiés |
| ----- | ---- | ---------------------- | ----------------- | -------- | ----------- | --------- |
| 1     | 1    | Jon Andrews            | Nouvelle-Zélande  | 11 s 251 | 63,994 km/h | Q         |
| 1     | 2    | Dirk Jan van Hameren   | Pays-Bas          |          |             |           |
| 2     | 1    | Nikolaï Kovch          | Équipe unifiée    | 12 s 000 | 60,000 km/h | Q         |
| 2     | 2    | Shinichi Ota           | Japon             |          |             |           |
| 3     | 1    | Roberto Chiappa        | Italie            | 11 s 106 | 64,829 km/h | Q         |
| 3     | 2    | Maxwell Cheeseman      | Trinité-et-Tobago |          |             |           |
| 4     | 1    | Rolf Furrer            | Suisse            | 11 s 700 | 61,538 km/h | Q         |
| 4     | 2    | Tulus Widodo Kalimanto | Indonésie         |          |             |           |
| 5     | 1    | Keiji Kojima           | Japon             | 11 s 212 | 64,216 km/h | Q         |
| 5     | 2    | Andrew Myers           | Jamaïque          |          |             |           |
| 6     | 1    | Jaroslav Jeřábek       | Tchécoslovaquie   | 11 s 532 | 62,434 km/h | Q         |
| 6     | 2    | Jhon González          | Colombie          |          |             |           |
| 7     | 1    | Ainārs Ķiksis          | Lettonie          | 11 s 327 | 63,564 km/h | Q         |
| 7     | 2    | Sean Bloch             | Afrique du Sud    |          |             |           |

#### Premier tour - Finales de repêchages (28 juillet)
Les quatorze vainqueur des repêchages du premier tour se mesurent dans sept séries de deux ou trois coureurs, Le dernier de chaque série est éliminé,
| Série | Rang | Coureur          | Pays             | Temps    | Moyenne     | Qualifiés |
| ----- | ---- | ---------------- | ---------------- | -------- | ----------- | --------- |
| 1     | 1    | Nikolaï Kovch    | Équipe unifiée   | 11 s 971 | 60,145 km/h | Q         |
| 1     | 2    | Jaroslav Jeřábek | Tchécoslovaquie  |          |             |           |
| 2     | 1    | Jon Andrews      | Nouvelle-Zélande | 11 s 701 | 61,533 km/h | Q         |
| 2     | 2    | Rolf Furrer      | Suisse           |          |             |           |
| 3     | 1    | Roberto Chiappa  | Italie           | 11 s 264 | 63,920 km/h | Q         |
| 3     | 2    | Ainārs Ķiksis    | Lettonie         |          |             | Q         |
| 3     | 3    | Keiji Kojima     | Japon            |          |             |           |

### Deuxième tour (29 juillet)
Le deuxième tour consiste en quatre séries de trois coureurs, Les vainqueurs accèdent au troisième tour, les perdants vont en repêchage,
| Série | Rang | Coureur            | Pays             | Temps       | Moyenne     | Qualifiés |
| ----- | ---- | ------------------ | ---------------- | ----------- | ----------- | --------- |
| 1     | 1    | Jens Fiedler       | Allemagne        | 11 s 285    | 63,801 km/h | Q         |
| 1     | 2    | Ainārs Ķiksis      | Lettonie         |             |             |           |
| 1     | 3    | Erik Schoefs       | Belgique         |             |             |           |
| 2     | 1    | Gary Neiwand       | Australie        | 11 s 112    | 64,794 km/h | Q         |
| 2     | 2    | Frédéric Magné     | France           |             |             |           |
| 2     | 3    | Roberto Chiappa    | Italie           |             |             |           |
| 3     | 1    | Curt Harnett       | Canada           | 10 s 994    | 65,490 km/h | Q         |
| 3     | 2    | Jon Andrews        | Nouvelle-Zélande |             |             |           |
| 3     | 3    | Ken Carpenter      | États-Unis       | Disqualifié |             |           |
| 4     | 1    | José Manuel Moreno | Espagne          | 11 s 216    | 64,194 km/h | Q         |
| 4     | 2    | Nikolaï Kovch      | Équipe unifiée   |             |             |           |
| 4     | 3    | José Lovito        | Argentine        |             |             |           |

#### Deuxième tour - Repêchages (29 juillet)
Les neuf perdants du deuxième tour se mesurent dans quatre séries de deux coureurs, chaque gagnant est repêché pour le deuxième tour, Le perdant est éliminé,
| Série | Rang | Coureur         | Pays             | Temps    | Moyenne     | Qualifiés |
| ----- | ---- | --------------- | ---------------- | -------- | ----------- | --------- |
| 1     | 1    | José Lovito     | Argentine        | 11 s 266 | 63,909 km/h | Q         |
| 1     | 2    | Ainārs Ķiksis   | Lettonie         |          |             |           |
| 2     | 1    | Ken Carpenter   | États-Unis       | 11 s 390 | 63,213 km/h | Q         |
| 2     | 2    | Frédéric Magné  | France           |          |             |           |
| 3     | 1    | Roberto Chiappa | Italie           | 11 s 137 | 64,649 km/h | Q         |
| 3     | 2    | Jon Andrews     | Nouvelle-Zélande |          |             |           |
| 4     | 1    | Nikolaï Kovch   | Équipe unifiée   | 11 s 577 | 62,192 km/h | Q         |
| 4     | 2    | Erik Schoefs    | Belgique         |          |             |           |

### Quarts de finale (29 juillet)
Pendant ces quatre quarts de finale, les coureurs s'affrontent dans des duels au meilleur des trois manches, Les quatre gagnants se qualifient pour les demi-finales, alors que les éliminés s'affronteront pour les places 5 à 8,
| Série | Rang | Coureur            | Pays           | Manche 1 | Manche 2 | Manche 3 | Qualifiés |
| ----- | ---- | ------------------ | -------------- | -------- | -------- | -------- | --------- |
| 1     | 1    | Jens Fiedler       | Allemagne      | 10 s 883 | 11 s 322 |          | Q         |
| 1     | 2    | Ken Carpenter      | États-Unis     |          |          |          |           |
| 2     | 1    | Gary Neiwand       | Australie      | 11 s 375 | 11 s 576 |          | Q         |
| 2     | 2    | José Lovito        | Argentine      |          |          |          |           |
| 3     | 1    | Curt Harnett       | Canada         | 11 s 183 | 11 s 161 |          | Q         |
| 3     | 2    | Nikolaï Kovch      | Équipe unifiée |          |          |          |           |
| 4     | 1    | Roberto Chiappa    | Italie         | 11 s 134 | 11 s 325 |          | Q         |
| 4     | 2    | José Manuel Moreno | Espagne        |          |          |          |           |

### Demi-finales (31 juillet)
Les coureurs s'affrontent dans des duels au meilleur des trois manches, Les deux gagnants se qualifient pour la finale,
| Série | Rang | Coureur         | Pays      | Manche 1 | Manche 2 | Manche 3 | Qualifiés |
| ----- | ---- | --------------- | --------- | -------- | -------- | -------- | --------- |
| 1     | 1    | Jens Fiedler    | Allemagne | 10 s 791 | 11 s 279 |          | Q         |
| 1     | 2    | Roberto Chiappa | Italie    |          |          |          |           |
| 2     | 1    | Gary Neiwand    | Australie | 10 s 912 | 11 s 293 |          | Q         |
| 2     | 2    | Curt Harnett    | Canada    |          |          |          |           |

### Classement 3-4 (31 juillet)
Les coureurs s'affrontent pour la médaille de bronze au meilleur des trois manches, Comme Curt Harnett remporte les deux premières manches, la troisième n'est pas courue,
| Rang | Coureur         | Pays   | Manche 1 | Manche 2 | Manche 3 |
| ---- | --------------- | ------ | -------- | -------- | -------- |
| 1    | Curt Harnett    | Canada | 10 s 930 | 11 s 102 |          |
| 2    | Roberto Chiappa | Italie |          |          |          |

### Finale (31 juillet)
La finale se dispute au meilleur des trois manches, Jens Fiedler remporte les deux manches et conserve son titre de champion olympique,
| Rang | Coureur      | Pays      | Manche 1 | Manche 2 | Manche 3 |
| ---- | ------------ | --------- | -------- | -------- | -------- |
| 1    | Jens Fiedler | Allemagne | 10 s 778 | 10 s 778 |          |
| 2    | Gary Neiwand | Australie |          |          |          |

### Classement final
- Résultats des matchs de classement
- Classement final

## Sources
- Résultats sur sports-reference.com